# Tōkyū Tamagawa-Linie
| Triebzug der Baureihe 7000 auf der Tamagawa-Linie |                   |                             |           |
| Streckenlänge: | 5,6 km            |                             |           |
| Spurweite: | 1067 mm (Kapspur) |                             |           |
| Stromsystem: | 1500 V =          |                             |           |
| Streckengeschwindigkeit: | 80 km/h           |                             |           |
| Zweigleisigkeit: | ganze Strecke     |                             |           |
| |                   |                             |           |
| Gesellschaft: | Tōkyū Dentetsu    |                             |           |
| \| \| \| \| \| \| \| \| \| \| \| \| 0,0 \| Tamagawa (多摩川) \| 1923– \| \| \| \| ←↑ Tōkyū Tōyoko-Linie \| 1926– \| \| \| \| ←↑ Tōkyū Meguro-Linie \| 1923– \| \| \| \| \| \| \| \| 0,9 \| Numabe (沼部) \| 1923– \| \| \| \| ↔ Tōkaidō-Shinkansen \| 1964– \| \| \| \| ↔ Yokosuka-Linie \| 1980– \| \| \| 2,0 \| Unoki (鵜の木) \| 1924– \| \| \| 2,6 \| Shimomaruko (下丸子) \| 1924– \| \| \| 3,4 \| Musashi-Nitta (武蔵新田) \| 1923– \| \| \| 4,3 \| Yaguchi-no-watashi (矢口渡) \| 1923– \| \| \| \| \| \| \| \| \| Michizuka (道塚) \| 1925–1946 \| \| \| \| → Tōkyū Ikegami-Linie \| 1922– \| \| \| \| \| \| \| \| 5,6 \| Kamata (蒲田) \| 1923– \| \| \| \| ↔ Keihin-Tōhoku-Linie \| 1914– \| \| \| \| ↔ Tōkaidō-Hauptlinie \| 1872– \| |                   |                             |           |
| Tunnelende · Tunnelende · Tunnelende |                   |                             |           |
| Strecke · Tunnelanfang · Strecke |                   |                             |           |
| | 0,0               | Tamagawa (多摩川)           | 1923–     |
| Strecke nach rechts · Strecke (im Tunnel) · Strecke |                   | ←↑ Tōkyū Tōyoko-Linie       | 1926–     |
| Strecke quer · Kreuzung mit oberirdischer Strecke (im Tunnel) · Strecke nach rechts |                   | ←↑ Tōkyū Meguro-Linie       | 1923–     |
| Tunnelende |                   |                             |           |
| Haltepunkt / Haltestelle | 0,9               | Numabe (沼部)               | 1923–     |
| Kreuzung geradeaus unten |                   | ↔ Tōkaidō-Shinkansen        | 1964–     |
| Kreuzung geradeaus unten |                   | ↔ Yokosuka-Linie            | 1980–     |
| Haltepunkt / Haltestelle | 2,0               | Unoki (鵜の木)              | 1924–     |
| Haltepunkt / Haltestelle | 2,6               | Shimomaruko (下丸子)        | 1924–     |
| Haltepunkt / Haltestelle | 3,4               | Musashi-Nitta (武蔵新田)    | 1923–     |
| Haltepunkt / Haltestelle | 4,3               | Yaguchi-no-watashi (矢口渡) | 1923–     |
| |                   |                             |           |
| Haltepunkt / Haltestelle (Strecke außer Betrieb) · Strecke |                   | Michizuka (道塚)            | 1925–1946 |
| Strecke (außer Betrieb) · Strecke · Strecke von links |                   | → Tōkyū Ikegami-Linie       | 1922–     |
| Strecke (außer Betrieb) · Strecke Anfang Hochstrecke · Strecke Anfang Hochstrecke |                   |                             |           |
| Strecke nach links (außer Betrieb) · Kopfbahnhof Ende Hochstrecke · Kopfbahnhof Ende Hochstrecke | 5,6               | Kamata (蒲田)               | 1923–     |
| Strecke quer · Bahnhof quer |                   | ↔ Keihin-Tōhoku-Linie       | 1914–     |
| Strecke quer · Strecke quer |                   | ↔ Tōkaidō-Hauptlinie        | 1872–     |

Die Tōkyū Tamagawa-Linie (jap. 東急多摩川線, Tōkyū Tamagawa-sen) ist eine Eisenbahnstrecke auf der japanischen Insel Honshū, die von der Bahngesellschaft Tōkyū Dentetsu betrieben wird. Sie verläuft vollständig innerhalb des Bezirks Ōta in Tokio und war einst Bestandteil der Tōkyū Meguro-Linie, ehe sie im Jahr 2000 zu einer eigenständigen Linie wurde. Benannt ist sie nach dem Fluss Tama.

## Streckenbeschreibung
Die 5,6 km lange Strecke ist in Kapspur (1067 mm) verlegt, mit 1500 V Gleichspannung elektrifiziert und durchgehend zweigleisig ausgebaut. Es werden sieben Bahnhöfe bedient (einschließlich Endbahnhöfe), die zulässige Höchstgeschwindigkeit beträgt 80 km/h.
Nördlicher Ausgangspunkt ist der Tunnelbahnhof Tamagawa. Dort zweigt die Tamagawa-Linie von der Tōkyū Tōyoko-Linie und der Tōkyū Meguro-Linie ab, die in diesem Bereich parallel geführt werden. Die Tamagawa-Linie selbst ist mit diesen zwar verbunden, die Verbindungsgleise werden aber im regulären Verkehr nicht befahren. Anschließend verläuft die Strecke in südöstlicher Richtung durch das namensgebende Tama-Tal. Dabei werden die Strecken der Tōkaidō-Shinkansen und der Yokosuka-Linie unterquert. Ebenso gibt es zahlreiche höhengleiche Bahnübergänge an Kreuzungen mit Nebenstraßen. Schließlich endet die Strecke im Bahnhof Kamata, parallel zu den Gleisen der Tōkyū Ikegami-Linie und rechtwinklig zu jenen der Keihin-Tōhoku-Linie.

## Züge
Auf der Tamagawa-Linie werden ausschließlich Drei-Wagen-Züge im Einmannbetrieb eingesetzt. Um die Sicherheit dieser Betriebsweise zu gewährleisten, verfügen die Bahnsteige in allen Bahnhöfen über Absperrgitter, deren Öffnungen exakt auf die Türen der Wagen abgestimmt sind. Beim Anhalten werden die Triebfahrzeugführer durch Sensoren unterstützt. Züge mit Halt an allen Zwischenstationen verkehren tagsüber in beiden Richtungen in einem festen Sechs-Minuten-Takt (entspricht zehn Zügen je Stunde). Während der morgendlichen Hauptverkehrszeit werden bis zu 18 und während der abendlichen Hauptverkehrszeit bis zu 12 Züge je Stunde angeboten. Bei Ein- und Ausrückfahrten wechseln die Züge kurz vor Kamata mittels Spitzkehre auf die Tōkyū Ikegami-Linie, um zum Bahnbetriebswerk Yukigaya-Ōtsuka zu gelangen.

## Geschichte
Die im Jahr 1922 gegründete Bahngesellschaft Meguro Kamata Dentetsu eröffnete am 11. März 1923 nach nur halbjähriger Bauzeit eine 8,2 km lange Bahnstrecke vom Bahnhof Meguro über Tamagawa nach Numabe. Am 1. November desselben Jahres reichte die Strecke bis nach Kamata und erhielt die Bezeichnung Mekama-Linie (目蒲線, Mekama-sen). Die Bahngesellschaft ging am 1. Oktober 1939 in der Tōkyō Yokohama Dentetsu auf, der heutigen Tōkyū Dentetsu.
In den ersten zwei Jahrzehnten verlief die Trasse zwischen Yaguchi-no-watashi und Kamata über den Bahnhof Michizuka und somit weiter südlich als heute. Nach schweren Luftangriffen durch die United States Army Air Forces im April 1945 war die Gegend weitgehend zerstört. Der Bahnhof Kamata wurde an einer anderen Stelle wiederaufgebaut, weshalb die Mekama-Linie eine neue, direktere Streckenführung erhielt. Letzter Betriebstag auf der alten Trasse war der 31. Mai 1946. Am 5. November 1955 erhöhte man die Fahrdrahtspannung von bisher 600 V auf die im übrigen Tōkyū-Streckennetz üblichen 1500 V. Aufgrund veränderter Verkehrsströme teilte die Tōkyū Dentetsu am 6. August 2000 die Mekama-Linie auf. Seither trägt der Abschnitt zwischen Tamagawa und Kamata die Bezeichnung Tōkyū Tamagawa-Linie.

## Liste der Bahnhöfe

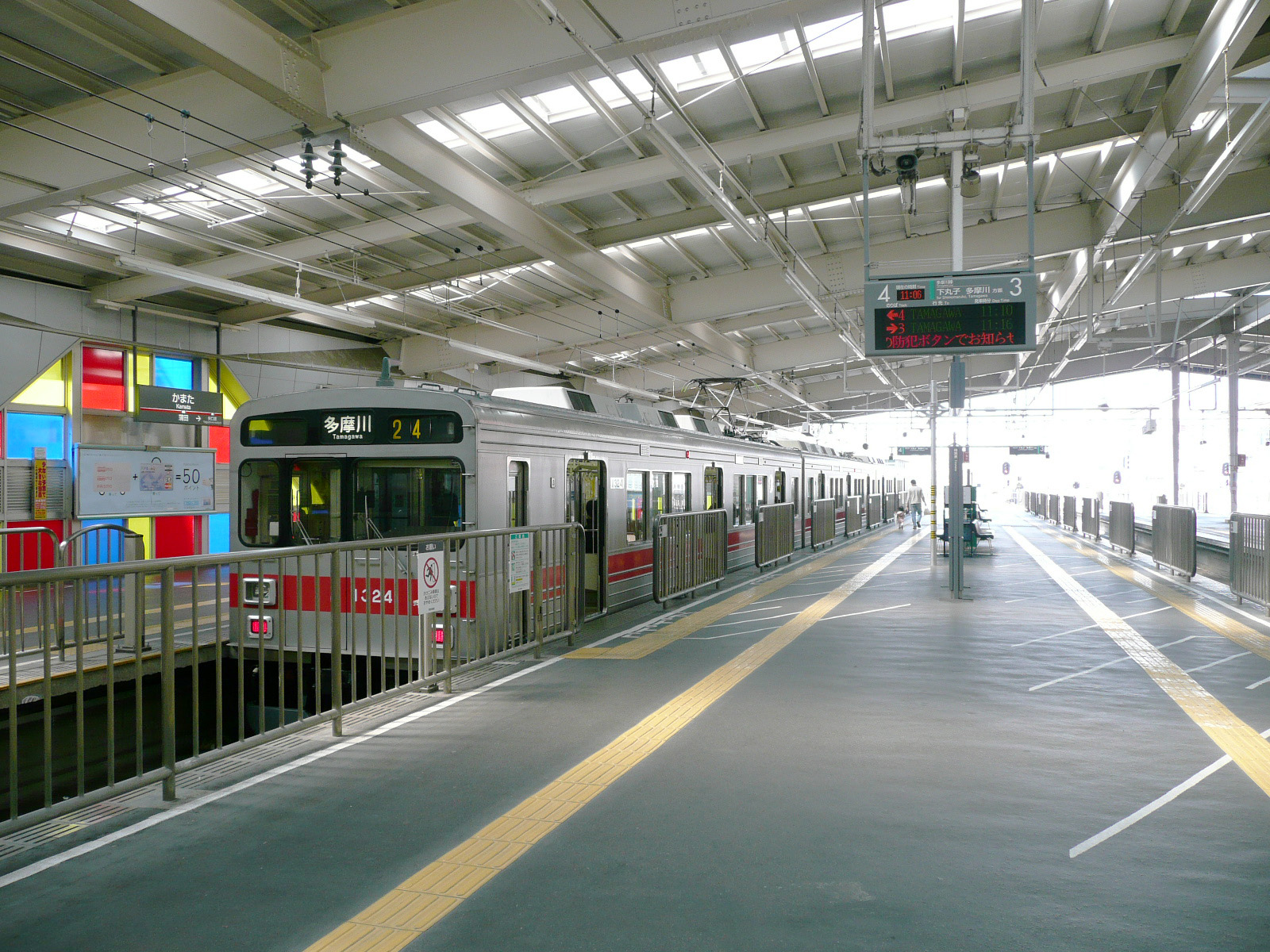
Bahnhof Kamata

| Name | Name                        | km  | Anschlusslinien                         | Lage   | Ort        |
| ---- | --------------------------- | --- | --------------------------------------- | ------ | ---------- |
| TM01 | Tamagawa (多摩川)           | 0,0 | Tōkyū Meguro-Linie Tōkyū Tōyoko-Linie   | Koord. | Ōta, Tokio |
| TM02 | Numabe (沼部)               | 0,9 |                                         | Koord. | Ōta, Tokio |
| TM03 | Unoki (鵜の木)              | 1,9 |                                         | Koord. | Ōta, Tokio |
| TM04 | Shimo-Maruko (下丸子)       | 2,6 |                                         | Koord. | Ōta, Tokio |
| TM05 | Musashi-Nitta (武蔵新田)    | 3,3 |                                         | Koord. | Ōta, Tokio |
| TM06 | Yaguchi-no-watashi (矢口渡) | 4,2 |                                         | Koord. | Ōta, Tokio |
| TM07 | Kamata (蒲田)               | 5,6 | Keihin-Tōhoku-Linie Tōkyū Ikegami-Linie | Koord. | Ōta, Tokio |